# Parque deportivo internacional Blacktown
El Parque deportivo internacional Blacktown (en inglés: Blacktown International Sportspark) es un espacio polideportivo en Rooty Hill, un suburbio en el oeste de Sídney, en Australia. Incluye tres diamantes de béisbol, cuatro diamantes de sóftbol, pista de atletismo y un espacio para fútbol australiano y Críquet.
Fue construido para los Juegos Olímpicos de Sídney 2000 y recibió todos los eventos de sóftbol para los Juegos Olímpicos de 2000, además de ser la subsede para el béisbol, detrás del Parque de Exposiciones de Sídney. Los estadios originales combinados ocupan 8000 personas. Desde 2010, ha sido utilizado por el equipo Greater Sydney equipo de la AFL occidental de fútbol australiano como su sede formación y base administrativa.